# Nemesia petiolina
Nemesia petiolina är en flenörtsväxtart som beskrevs av William Philip Hiern. Nemesia petiolina ingår i släktet nemesior, och familjen flenörtsväxter. Inga underarter finns listade i Catalogue of Life.